# Gaflenzer Keibling
Gaflenzer Keibling är en bergstopp i Österrike.   Den ligger i förbundslandet Niederösterreich, i den nordöstra delen av landet, 130 km väster om huvudstaden Wien. Toppen på Gaflenzer Keibling är 1 167 meter över havet, eller 652 meter över den omgivande terrängen. Bredden vid basen är 8,8 km.
Terrängen runt Gaflenzer Keibling är kuperad åt nordväst, men åt sydost är den bergig. Närmaste större samhälle är Waidhofen an der Ybbs, 11,3 km norr om Gaflenzer Keibling. 
I omgivningarna runt Gaflenzer Keibling växer i huvudsak blandskog. Runt Gaflenzer Keibling är det ganska tätbefolkat, med 90 invånare per kvadratkilometer.